# Згромадження
Згромадження, або конгрегація (лат. Congregatio — союз, об'єднання) в католицизмі — сукупність, союз чи організація монастирів, що дотримуються одного й того ж статуту, нерідко — синонім слова «орден». Більш точно під конгрегацією йдеться про подібне чернечому товариство, що затверджене єпископом або папою (нині має визнатися також і державою) і відрізняється від чернечого тим, що члени його приносять не урочисті, а лише прості обіти.

## Історія
Основною формою чернечого життя в католицькій церкві епохи середньовіччя були чернечі ордени, однак вже починаючи з XIII століття в Церкві почали утворюватися чернечі громади, які не мали статусу ордена й офіційно не були затверджені Святим Престолом. Прообразом таких громад багато в чому послужили рухи бегінок та бегардів. Члени таких громад, на відміну від ченців регулярних орденів брали не урочисті, а так звані «звичайні» обіти.
1568 року папа римський Пій V з метою впорядкування чернечого життя зобов'язав всі чернечі конгрегації прийняти статути й ввести принесення урочистих обітниць, проте згодом з'явилися нові конгрегації зі «звичайними» обітами (урсулинки, піари) або взагалі без обітниць (ораторіанці), і навіть такі, що, щиро кажучи, взагалі не є чернечими (для них пізніше було введено термін «Товариство апостольського життя»). Безліч дрібніших згромаджень, що займалися, головним чином, роботою в миру (навчання дітей, догляд за хворими, видання літератури) з'явилися в XVIII та XIX століттях.
1900 року Апостольським Престолом був визнаний чернечий статус подібних згромаджень та визначена їх структура. У Кодексі канонічного права за 1917 рік статус чернечих згромаджень є остаточно визначений. Під час XX століття спостерігалася тенденція до скорочення різниці між орденами та конгрегаціями, зокрема у 1983 році було остаточно скасовано поділ чернечих обітниць на «урочисті» і «звичайні».

## Найвідоміші конгрегації
- Ассумпціоністи
- Вербісти
- Камальдули
- Кларетинці
- Лазаристи
- Маріани
- Ораторіанці
- Піари
- Редемптористи